# لاري غيلبرت (لاعب كرة قاعدة)
لاري غيلبرت (بالإنجليزية: Larry Gilbert)‏ هو لاعب كرة قاعدة أمريكي، ولد في 3 ديسمبر 1891 في نيو أورلينز في الولايات المتحدة، وتوفي بنفس المكان في 17 فبراير 1965.

## وصلات خارجية
- لاري غيلبرت على موقعبيزبول رفرنس.كوم (الدوري الرئيسي) (الإنجليزية)
- لاري غيلبرت على موقعبيزبول رفرنس.كوم (الدوري الثانوي) (الإنجليزية)
- لاري غيلبرت على موقع جمعية أبحاث البيسبول الأمريكية (الإنجليزية)
- لاري غيلبرت على موقع قاعة لويزيانا للمشاهير الرياضية (الإنجليزية)